# Gabukaj
Gabukaj (in lingua russa Габукай) è un centro abitato dell'Adighezia, situato nel Teučežskij rajon. La popolazione era di 1.805 abitanti al dicembre 2018. Ci sono 17 strade.